# Волинка (Давлекановський район)
Воли́нка (рос. Волынка, башк. Волынка) — присілок у складі Давлекановського району Башкортостану, Росія. Входить до складу Поляковської сільської ради.
Населення — 16 осіб (2010; 10 в 2002).
Національний склад:
- українці — 60 %
- росіяни — 40 %